# Des garçons épatants
Des garçons épatants (titre original : Wonder Boys) est un roman de Michael Chabon publié en 1995 aux États-Unis et traduit en français la même année.

## Résumé
Au cours d'un festival littéraire à Pittsburgh, Graddy Tripp, professeur de littérature et écrivain, retrouve son éditeur et ami d'étude Terry Crabtree, venu assister au festival et qui doit en profiter pour récupérer le manuscrit de son quatrième roman. En compagnie de James Leer, un étudiant de Graddy Tripp, ils vont vivre pendant les trois jours de ce festival des aventures rocambolesques pendant lesquelles Graddy Trip va voir tous les pans de sa vie s'écrouler un à un.

## Éditions
- Wonder Boys, Villard Books, 14 mars 1995, 368 p.  (ISBN 0-679-41588-2)
- Des garçons épatants, Robert Laffont, coll. « Pavillons », 24 août 1995, trad. Jean Colonna, 309 p.  (ISBN 2-221-08009-2)
- Des garçons épatants, Pocket no 10690, 29 décembre 1999, trad. Jean Colonna, 413 p.  (ISBN 2-266-09455-6)
- Des garçons épatants, Robert Laffont, coll. « Pavillons Poche », 10 novembre 2010, trad. Jean Colonna, 551 p.  (ISBN 978-2-221-12296-9)